# 弗雷德里克·豪克
弗雷德里克·哈密尔顿·“里克”·豪克（Frederick Hamilton "Rick" Hauck，1941年4月11日—），前美國海軍上校及美国国家航空航天局的宇航员，执行过STS-7、STS-51-A以及STS-26任务。